# Flemming Sørensen (Schauspieler)
Flemming Sørensen (* 21. April 1951 in Aarhus) ist ein dänischer Schauspieler.

## Leben
Flemming Sørensen wuchs in Aarhus auf. Er absolvierte von 1969 bis 1972 seine Schauspielausbildung an der Schauspielschule des Aarhus Teaters. Dort gab er auch sein Schauspieldebüt und stand einige Jahre auf der Bühne, bevor er an das Aalborg-Theater wechselte. Am Folketeatret in Kopenhagen trat er in Stücken wie Indenfor Murene, Nøddebo Præstegaard, Skatteøen und Anne Franks Dagbog auf. Parallel war Sørensen seit Mitte der 1970er-Jahre in Fernsehserien und Filmen zu sehen. Er übernahm auch Rollen in den Fernsehserien Børn, Morten Korch – Ved stillebækken und Protectors – Auf Leben und Tod. Von 2010 bis 2011 spielte Sørensen in zwei Staffeln der Polit-Serie Borgen – Gefährliche Seilschaften die Rolle des Politikers Bjørn Marrot.
Sørensen heiratete im Dezember 2004 nach 24-jähriger Partnerschaft die Schauspielerin Kirsten Norholt. Aus der Beziehung ging die Schauspielerin Mathilde Norholt hervor.

## Filmografie
- 1977: Thelma og Irene (Fernsehfilm)
- 1978: Hvem har bolden (Fernsehfilm)
- 1982: En kærlighedshistorie i provinsen (Fernsehfilm)
- 1982: Børn (Fernsehserie, 6 Episoden)
- 1984: Kopenhagen – Mitten in der Nacht (Midt om natten)
- 1984: Privatdetektiv Anthonsen (Anthonsen, Miniserie, 1 Episode)
- 1985: Niels Klims underjordiske rejse (Miniserie, 1 Episode)
- 1990: Manden der ville være skyldig
- 1992: Gøngehøvdingen (Fernsehserie, 2 Episoden)
- 1996–1997: Bryggeren (Miniserie, 2 Episoden)
- 1998: Majoren (Fernsehfilm)
- 2000: Morten Korch – Ved stillebækken (Fernsehserie, 9 Episoden)
- 2000: Pyrus i alletiders eventyr (Fernsehserie, 1 Episode)
- 2002: Arsenik og gamle kniplinger (Fernsehfilm)
- 2003: Skjulte spor (Fernsehserie, 1 Episode)
- 2009: Storm – Sieger auf vier Pfoten (Storm)
- 2009–2010: Protectors – Auf Leben und Tod (Livvagterne, Fernsehserie, 5 Episoden)
- 2010–2011: Borgen – Gefährliche Seilschaften (Borgen, Fernsehserie, 7 Episoden)
- 2012: Limbo (Fernsehserie, 1 Episode)
- 2014: Die Erbschaft (Arvingerne, Fernsehserie, 1 Episode)
- 2018: St. Bernard Syndicate